# The Eye
The Eye (Око) је пети студијски албум данског хеви метал бенда Кинг Дајмонд издат 1990. године под окриљем издавачке куће Roadunner Records. Албум је снимљен у Sweet Silence Studios студију у Копенхафену. За разлику од три претходна албума који су написани из перспективе главних улога, овај албум је написан из угла наратора. Тема албума је прогоњење хришћана, спаљивање вештица и сексуално злостављање монахиња, у различитим временима.

## Прича
Са историјске стране гледишта скоро цела прича албума је прецизна, укључујући и имена актера. Све почиње са неименованим карактером који проналази огрлицу звану The Eye (Око), која му омогућава да види догађаје из прошлости којима је та огрлица била очевидац. Најпре види оптужену вештицу Џин Дибасон која бива мучена и спаљена на ломачи.
Наредни ликови који су пронашли огрилцу, у пепелу ломаче, су две девојчице, али оно што су оне виделе у Оку их је моментално убило. Коначно, ту је прича о Медлин Бавент, монахињи манастира Лувијер, која проналази огрлицу и одлучује да је стави око врата. Након што је Отац Дејвид силовао, она је узела огрилицу и убила га терајући га да погледа у Око. Ускоро, стигао је нови Капелан, Отац Пикар, и почиње да исповеда свакога од њих. Он меша њихово причесно вино са другом супстанцом која му омогућава да им контролише умове. Затим тера групу монахиња укључујући и Медлин, да заједно муче и убијају децу. Током 1642. године сви су ухапшени и затворени.
Главни делови догађаја из албума су истинити, и дешавали су се током француске инквизиције 1450. до 1670. године.

## Листа песама
1. -  	King Diamond	3:47
2. -    	King Diamond	5:13
3. -    	King Diamond	3:42
4. -    	King Diamond	2:41
5. -    	King Diamond, Andy LaRocque, Snowy Shaw	4:47
6. -    	King Diamond, Pete Blakk	3:19
7. -    	King Diamond	3:45
8. -    	King Diamond, Andy LaRocque	4:31
9. -  	Andy LaRocque	3:00
10. -    	King Diamond, Andy LaRocque	3:31
11. -    	King Diamond	5:42

## Постава бенда
- Кинг Дајмонд - вокал
- Енди Ларок - гитара
- Пит Блак - гитара
- Хал Патино - бас гитара
- Сноуи Шо - бубњеви
- Роберто Фалкао - клавијатура